# М'якотравцеві
М'якотравцеві (Molluginaceae) — родина квіткових рослин, визнане декількома систематиками. Раніше його включали до більшої родини Aizoaceae. Система APG III 2009 року не змінила статус родини порівняно з системою APG II 2003 року та системою APG 1998 року, за винятком перепризначення кількох родів, таких як розміщення Corrigiola та Telephium до Caryophyllaceae, Corbichonia у Lophiocarpaceae, Microtea у Microteaceae та Limeum у Limeaceae, бо родина виявилася широко поліфілетичним у Caryophyllales. Крім того, було виявлено, що Macarthuria не пов'язана з Limeum, як вважалося раніше, і тому її помістили в Macarthuriaceae.

## Роди
Molluginaceae у своїх поточних межах включає близько 9 родів і приблизно 80 відомих видів:
- Adenogramma Rchb.
- Coelanthum E.Mey. ex Fenzl
- Glinus L.
- Glischrothamnus Pilg.
- Hypertelis E.Mey. ex Fenzl
- Mollugo L.
- Pharnaceum L.
- Polpoda C.Presl
- Psammotropha Eckl. & Zeyh.
- Suessenguthiella Friedrich